# Kōhei Takano
Kōhei Takano (高野 耕平 Takano Kōhei?, nacido el 3 de abril de 1985 en Chiba) es un exfutbolista japonés. Jugaba de defensa y su único club fue el AC Nagano Parceiro de Japón.

## Trayectoria

### Clubes
| Club               | País  | Año         |
| ------------------ | ----- | ----------- |
| AC Nagano Parceiro | Japón | 2008 - 2014 |

## Estadística de carrera

### J. League
| Club               | Año   | J. League | J. League | Copa J. League | Copa J. League | Total | Total |
| Club               | Año   | Part.     | Goles     | Part.          | Goles          | Part. | Goles |
| ------------------ | ----- | --------- | --------- | -------------- | -------------- | ----- | ----- |
| AC Nagano Parceiro | 2014  | 15        | 1         | -              | -              | 15    | 1     |
| Total              | Total | 15        | 1         | 0              | 0              | 15    | 1     |